# Чемпіонат світу з хокею із шайбою 2013 (склади команд)
Склади команд-учасниць фінального турніру чемпіонату світу з хокею із шайбою 2013 року. Склад кожної збірної на чемпіонататі світу 2013 складається не менше ніж з 15 польових гравців (нападники і захисники) і 2 воротарів, і не більше ніж 20 польових гравців і 3 воротарів.

## Австрія
- Менні Вівейрос — головний тренер
- Крістіан Вебер — асистент тренера
- Роб Даум — асистент тренера

Склад гравців на чемпіонаті світу 2013:
Станом на 7 травня 2013
| Воротарі | Воротарі           | Воротарі | Воротарі | Воротарі | Воротарі        | Воротарі                 |
| #        | Гравець            | Хват     | Зріст    | Вага     | Дата народження | Команда                  |
| -------- | ------------------ | -------- | -------- | -------- | --------------- | ------------------------ |
| 24       | Матіас Ланге       | Л        | 181 см   | 84 кг    | 13 квітня 1985  | ХК «Бітігхайм-Біссінген» |
| 29       | Бернгард Штаркбаум | Л        | 186 см   | 89 кг    | 21 серпня 1988  | ХК МОДО                  |
| 30       | Рене Светте        | Л        | 183 см   | 83 кг    | 21 серпня 1988  | ХК Клагенфурт            |

| Захисники | Захисники             | Захисники | Захисники | Захисники | Захисники        | Захисники         |
| #         | Гравець               | Хват      | Зріст     | Вага      | Дата народження  | Команда           |
| --------- | --------------------- | --------- | --------- | --------- | ---------------- | ----------------- |
| 4         | Гергард Унтерлуггауер | Л         | 177 см    | 88 кг     | 15 серпня 1976   | ХК Філлахер       |
| 14        | Йоганнес Райхель      | Л         | 183 см    | 88 кг     | 29 квітня 1982   | ХК Клагенфурт     |
| 22        | Томас Пек             | Л         | 186 см    | 93 кг     | 2 грудня 1981    | Лейк Ері Монстерз |
| 23        | Свен Клімбахер        | П         | 179 см    | 87 кг     | 12 серпня 1981   | Відень Кепіталс   |
| 28        | Мартін Шумніг         | Л         | 182 см    | 84 кг     | 28 липня 1989    | ХК Клагенфурт     |
| 41        | Маріо Альтманн        | Л         | 193 см    | 94 кг     | 4 листопада 1986 | ХК Філлахер       |
| 48        | Флоріан Іберер        | Л         | 185 см    | 95 кг     | 7 грудня 1982    | ХК Клагенфурт     |
| 55        | Роберт Лукас          | Л         | 177 см    | 80 кг     | 29 серпня 1978   | Ред-Вінгс Лінц    |
| 64        | Андре Лакос           | Л         | 200 см    | 107 кг    | 29 серпня 1978   | Відень Кепіталс   |

| Нападники | Нападники          | Нападники | Нападники | Нападники | Нападники       | Нападники          |
| #         | Гравець            | Хват      | Зріст     | Вага      | Дата народження | Команда            |
| --------- | ------------------ | --------- | --------- | --------- | --------------- | ------------------ |
| 10        | Даніель Оберкофлер | Л         | 183 см    | 74 кг     | 16 липня 1988   | Ред-Вінгс Лінц     |
| 12        | Міхаель Раффль     | П         | 185 см    | 87 кг     | 1 грудня 1988   | Лександ ІФ         |
| 15        | Мануель Латуза     | Л         | 182 см    | 86 кг     | 23 січня 1984   | Ред Булл Зальцбург |
| 18        | Томас Кох          | Л         | 173 см    | 77 кг     | 17 серпня 1983  | ХК Клагенфурт      |
| 20        | Даніель Вельзер    | Л         | 180 см    | 86 кг     | 16 лютого 1983  | Ред Булл Зальцбург |
| 25        | Маттіас Іберер     | Л         | 188 см    | 91 кг     | 29 квітня 1985  | Грац 99-ерс        |
| 26        | Томас Ванек        | Л         | 188 см    | 94 кг     | 19 січня 1984   | Баффало Сейбрс     |
| 27        | Томас Гундертпфунд | Л         | 189 см    | 85 кг     | 14 грудня 1989  | ХК Клагенфурт      |
| 34        | Маркус Пайнтнер    | П         | 181 см    | 83 кг     | 17 грудня 1980  | ХК Філлахер        |
| 37        | Андреас Крістлер   | Л         | 179 см    | 75 кг     | 30 серпня 1990  | Ред Булл Зальцбург |
| 45        | Давід Шуллер       | Л         | 182 см    | 91 кг     | 6 серпня 1980   | ХК Клагенфурт      |
| 79        | Грегор Баумгартнер | Л         | 185 см    | 90 кг     | 13 липня 1979   | Ред-Вінгс Лінц     |
| 89        | Рафаель Гербургер  | Л         | 178 см    | 72 кг     | 2 січня 1989    | ХК Клагенфурт      |

## Білорусь
- Андрій Скабелка — головний тренер
- Любомир Покович — асистент тренера
- Щебланов Олексій — асистент тренера
- Олександр Андрієвський — асистент тренера

Склад гравців на чемпіонаті світу 2013:
Станом на 2 травня 2013
| Воротарі | Воротарі            | Воротарі | Воротарі | Воротарі | Воротарі          | Воротарі        |
| #        | Гравець             | Хват     | Зріст    | Вага     | Дата народження   | Команда         |
| -------- | ------------------- | -------- | -------- | -------- | ----------------- | --------------- |
| 35       | Віталій Бєлінський  | Л        | 175 см   | 75 кг    | 27 листопада 1989 | Юність-Мінськ   |
| 33       | Степан Горячевських | Л        | 176 см   | 76 кг    | 26 червня 1985    | Донбас          |
| 40       | Дмитро Мильчаков    | Л        | 183 см   | 78 кг    | 2 березня 1986    | Металург Жлобин |

| Захисники | Захисники           | Захисники | Захисники | Захисники | Захисники         | Захисники       |
| #         | Гравець             | Хват      | Зріст     | Вага      | Дата народження   | Команда         |
| --------- | ------------------- | --------- | --------- | --------- | ----------------- | --------------- |
| 8         | Ілля Шинкевич       | П         | 181 см    | 78 кг     | 1 серпня 1989     | Металург Жлобин |
| 12        | Андрій Філічкін     | Л         | 187 см    | 82 кг     | 24 серпня 1987    | Гомель          |
| 22        | Олег Горошко        | Л         | 178 см    | 76 кг     | 19 листопада 1989 | Динамо Мінськ   |
| 27        | Ярослав Масленников | Л         | 185 см    | 83 кг     | 23 квітня 1982    | Гомель          |
| 43        | Ілля Казнадей       | Л         | 181 см    | 94 кг     | 22 червня 1989    | Металург Жлобин |
| 86        | Павло Черноок       | П         | 194 см    | 106 кг    | 28 серпня 1986    | Юність Мінськ   |
| 92        | Роман Граборенко    | Л         | 188 см    | 96 кг     | 24 серпня 1992    | Олбані Девілс   |

| Нападники | Нападники            | Нападники | Нападники | Нападники | Нападники         | Нападники               |
| #         | Гравець              | Хват      | Зріст     | Вага      | Дата народження   | Команда                 |
| --------- | -------------------- | --------- | --------- | --------- | ----------------- | ----------------------- |
| 9         | В'ячеслав Андрушенко | Л         | 175 см    | 72 кг     | 4 липня 1989      | Металург Жлобин         |
| 10        | Євген Соломонов      | Л         | 177 см    | 74 кг     | 9 травня 1990     | Гомель                  |
| 11        | Олександр Кулаков    | Л         | 182 см    | 91 кг     | 15 травня 1983    | Динамо Мінськ           |
| 15        | Артем Демков         | Л         | 178 см    | 75 кг     | 16 вересня 1989   | Гамбург Фрізерс         |
| 16        | Михайло Стефанович   | Л         | 188 см    | 93 кг     | 27 листопада 1989 | Гомель                  |
| 18        | Олексій Угаров       | Л         | 179 см    | 80 кг     | 2 січня 1985      | Торпедо Нижній Новгород |
| 19        | Дмитро Мелешко       | П         | 182 см    | 81 кг     | 8 листопада 1982  | Динамо Мінськ           |
| 21        | Олексій Єфименко     | Л         | 185 см    | 85 кг     | 20 серпня 1985    | Шахтар Солігорськ       |
| 26        | Андрій Стась         | Л         | 189 см    | 88 кг     | 18 жовтня 1988    | Динамо Мінськ           |
| 28        | Костянтин Кольцов    | Л         | 184 см    | 94 кг     | 17 квітня 1981    | Атлант                  |
| 38        | Артем Кислий         | П         | 176 см    | 76 кг     | 28 квітня 1989    | Німан                   |
| 77        | Олександр Кітаров    | Л         | 190 см    | 90 кг     | 18 червня 1987    | Динамо Мінськ           |
| 88        | Євген Ковиршин       | Л         | 178 см    | 77 кг     | 25 січня 1986     | Сєвєрсталь              |
| 94        | Артур Гаврус         | Л         | 180 см    | 80 кг     | 3 січня 1994      | Оуен-Саунд Аттак        |

## Данія
- Пер Бекман — головний тренер
- Томас Йонссон — асистент тренера
- Карл Юхан Клінт — асистент тренера
- Кім Педерсон — начальник команди

Склад гравців на чемпіонаті світу 2013:
Станом на 2 травня 2013
| Воротарі | Воротарі         | Воротарі | Воротарі | Воротарі | Воротарі        | Воротарі            |
| #        | Гравець          | Хват     | Зріст    | Вага     | Дата народження | Команда             |
| -------- | ---------------- | -------- | -------- | -------- | --------------- | ------------------- |
| 1        | Патрік Гальбрайт | Л        | 183 см   | 76 кг    | 11 травня 1986  | ІК Оскарсхамн       |
| 31       | Сімон Нільсен    | Л        | 188 см   | 86 кг    | 27 жовтня 1986  | Лукко               |
| 31       | Себастьян Дам    | Л        | 186 см   | 82 кг    | 28 лютого 1988  | Редовре Майті-Буллз |

| Захисники | Захисники        | Захисники | Захисники | Захисники | Захисники        | Захисники           |
| #         | Гравець          | Хват      | Зріст     | Вага      | Дата народження  | Команда             |
| --------- | ---------------- | --------- | --------- | --------- | ---------------- | ------------------- |
| 3         | Філіп Ларсен     | Л         | 183 см    | 86 кг     | 7 грудня 1989    | Даллас Старс‎        |
| 4         | Мадс Бедкер      | П         | 174 см    | 77 кг     | 31 серпня 1987   | Мальме              |
| 5         | Данієль Нільсен  | Л         | 183 см    | 80 кг     | 31 жовтня 1980   | Гамбург Фрізерс     |
| 6         | Стефан Лассен    | П         | 190 см    | 86 кг     | 1 листопада 1985 | Мальме              |
| 15        | Расмус Нільсен   | Л         | 175 см    | 87 кг     | 8 вересня 1990   | Гернінг Блю-Фокс    |
| 22        | Маркус Лаурідсен | Л         | 188 см    | 89 кг     | 28 лютого 1991   | Лейк Ері Монстерз   |
| 25        | Олівер Лаурідсен | Л         | 197 см    | 104 кг    | 24 березня 1989  | Філадельфія Флайєрс‎ |
| 41        | Єспер Б. Єнсен   | Л         | 183 см    | 82 кг     | 30 липня 1991    | Регле               |

| Нападники | Нападники          | Нападники | Нападники | Нападники | Нападники       | Нападники          |
| #         | Гравець            | Хват      | Зріст     | Вага      | Дата народження | Команда            |
| --------- | ------------------ | --------- | --------- | --------- | --------------- | ------------------ |
| 11        | Патрік Бьоркстранд | Л         | 184 см    | 87 кг     | 1 липня 1992    | Мора ІК            |
| 8         | Фредерік Сторм     | П         | 180 см    | 83 кг     | 20 лютого 1989  | Мальме             |
| 13        | Мортен Греен       | Л         | 175 см    | 75 кг     | 19 березня 1981 | Ганновер Скорпіонс |
| 14        | Кирило Старков     | Л         | 184 см    | 95 кг     | 31 березня 1987 | ІК Оскарсхамн      |
| 17        | Ніклас Єнсен       | Л         | 191 см    | 85 кг     | 6 березня 1993  | Чикаго Вулвз       |
| 19        | Кім Стал           | Л         | 182 см    | 88 кг     | 10 березня 1978 | Герлев Іглс        |
| 21        | Тор Дреслер        | Л         | 188 см    | 93 кг     | 10 березня 1979 | Герлев Іглс        |
| 29        | Мортен Мадсен      | Л         | 190 см    | 87 кг     | 16 січня 1987   | МОДО               |
| 33        | Юліан Якобсен      | П         | 183 см    | 82 кг     | 11 квітня 1987  | Гамбург Фрізерс    |
| 38        | Мортен Поульсен    | Л         | 185 см    | 84 кг     | 9 вересня 1988  | ІК Оскарсхамн      |
| 40        | Єспер Єнсен        | Л         | 183 см    | 80 кг     | 5 лютого 1987   | Карлскрона ХК      |
| 44        | Ніклас Гардт       | Л         | 177 см    | 80 кг     | 6 липня 1988    | Йокеріт            |
| 60        | Мадс Крістенсен    | Л         | 179 см    | 80 кг     | 2 квітня 1987   | Айсберен Берлін    |
| 89        | Міккель Бедкер     | Л         | 180 см    | 88 кг     | 16 грудня 1989  | Фінікс Койотс‎      |

## Канада
- Лінді Рафф — головний тренер
- Баррі Тротц — асистент тренера
- Дейв Тіппетт — асистент тренера
- Дуг Шедден — асистент тренера

Склад гравців на чемпіонаті світу 2013:
Станом на 15 травня 2013
| Воротарі | Воротарі     | Воротарі | Воротарі | Воротарі | Воротарі        | Воротарі        |
| #        | Гравець      | Хват     | Зріст    | Вага     | Дата народження | Команда         |
| -------- | ------------ | -------- | -------- | -------- | --------------- | --------------- |
| 40       | Деван Дубник | П        | 195 см   | 99 кг    | 4 травня 1986   | Едмонтон Ойлерс |
| 41       | Майк Сміт    | Л        | 190 см   | 98 кг    | 22 березня 1982 | Фінікс Койотс‎   |

| Захисники | Захисники      | Захисники | Захисники | Захисники | Захисники         | Захисники           |
| #         | Гравець        | Хват      | Зріст     | Вага      | Дата народження   | Команда             |
| --------- | -------------- | --------- | --------- | --------- | ----------------- | ------------------- |
| 2         | Ден Гемьюс     | П         | 186 см    | 92 кг     | 13 грудня 1982    | Ванкувер Канакс‎‎     |
| 7         | Ті Джей Броді  | П         | 186 см    | 84 кг     | 7 червня 1990     | Калгарі Флеймс‎      |
| 5         | Бренден Діллон | Л         | 191 см    | 104 кг    | 13 листопада 1990 | Даллас Старс‎        |
| 51        | Браян Кемпбелл | Л         | 180 см    | 87 кг     | 23 травня 1979    | Флорида Пантерс     |
| 3         | Стефан Робідас | П         | 180 см    | 89 кг     | 3 травня 1987     | Даллас Старс‎        |
| 44        | Джей Гаррісон  | Л         | 193 см    | 96 кг     | 3 листопада 1982  | Кароліна Гаррікейнс‎ |
| 22        | Люк Шенн       | П         | 188 см    | 104 кг    | 2 листопада 1989  | Філадельфія Флайєрс‎ |
| 19        | Джастін Шульц  | Л         | 188 см    | 84 кг     | 6 липня 1990      | Едмонтон Ойлерс     |
| 76        | Пі Кей Суббан  | Л         | 183 см    | 98 кг     | 13 травня 1989    | Монреаль Канадієнс‎  |

| Нападники | Нападники      | Нападники | Нападники | Нападники | Нападники         | Нападники           |
| #         | Гравець        | Хват      | Зріст     | Вага      | Дата народження   | Команда             |
| --------- | -------------- | --------- | --------- | --------- | ----------------- | ------------------- |
| 9         | Метт Дюшен     | Л         | 180 см    | 90 кг     | 16 січня 1991     | Колорадо Аваланш    |
| 28        | Клод Жіру      | Л         | 180 см    | 78 кг     | 12 січня 1988     | Філадельфія Флайєрс‎ |
| 16        | Ендрю Ледд     | Л         | 188 см    | 90 кг     | 12 грудня 1985    | Вінніпег Джетс      |
| 90        | Раєн О'Райллі  | Л         | 183 см    | 90 кг     | 7 лютого 1991     | Колорадо Аваланш‎    |
| 24        | Метт Рід       | Л         | 178 см    | 84 кг     | 14 червня 1986    | Філадельфія Флайєрс‎ |
| 17        | Вейн Сіммондс  | Л         | 188 см    | 83 кг     | 26 серпня 1988    | Філадельфія Флайєрс‎ |
| 53        | Джефф Скіннер  | Л         | 180 см    | 87 кг     | 16 травня 1992    | Кароліна Гаррікейнс |
| 12        | Джордан Стаал  | Л         | 193 см    | 100 кг    | 10 вересня 1988   | Кароліна Гаррікейнс |
| 15        | Ерік Стаал     | П         | 193 см    | 93 кг     | 29 жовтня 1984    | Кароліна Гаррікейнс |
| 91        | Стівен Стемкос | Л         | 183 см    | 87 кг     | 7 лютого 1990     | Тампа-Бей Лайтнінг  |
| 4         | Тейлор Холл    | П         | 185 см    | 89 кг     | 14 листопада 1991 | Едмонтон Ойлерс     |
| 14        | Джордан Еберле | П         | 183 см    | 84 кг     | 15 травня 1990    | Едмонтон Ойлерс     |
| 8         | Джейден Шварц  | П         | 178 см    | 83 кг     | 25 червня 1992    | Сент-Луїс Блюз‎      |

## Латвія
- Тед Нолан — головний тренер
- Карліс Зірінс — асистент тренера
- Артур Ірбе — асистент тренера
- Томас Коллен — асистент тренера

Склад гравців на чемпіонаті світу 2013:
Станом на 2 травня 2013
| Воротарі | Воротарі            | Воротарі | Воротарі | Воротарі | Воротарі        | Воротарі             |
| #        | Гравець             | Хват     | Зріст    | Вага     | Дата народження | Команда              |
| -------- | ------------------- | -------- | -------- | -------- | --------------- | -------------------- |
| 1        | Маріс Ючерс         | Л        | 190 см   | 80 кг    | 18 червня 1987  | Динамо Рига          |
| 50       | Крістерс Гудлевскіс | Л        | 192 см   | 86 кг    | 31 липня 1992   | Динамо Рига          |
| 31       | Едгарс Масальскіс   | Л        | 177 см   | 78 кг    | 31 березня 1980 | Югра Ханти-Мансійськ |

| Захисники | Захисники         | Захисники | Захисники | Захисники | Захисники       | Захисники                    |
| #         | Гравець           | Хват      | Зріст     | Вага      | Дата народження | Команда                      |
| --------- | ----------------- | --------- | --------- | --------- | --------------- | ---------------------------- |
| 22        | Яніс Андерсонс    | Л         | 187 см    | 88 кг     | 7 жовтня 1986   | Компаньйон-Нафтогаз          |
| 32        | Артурс Кулда      | Л         | 188 см    | 98 кг     | 25 липня 1988   | Вінніпег Джетс               |
| 81        | Георгій Пуяц      | Л         | 184 см    | 90 кг     | 11 червня 1981  | Авангард Омськ               |
| 26        | Кріш'яніс Редліхс | Л         | 189 см    | 86 кг     | 15 січня 1981   | Динамо Рига                  |
| 2         | Агріс Савієлс     | Л         | 187 см    | 90 кг     | 15 січня 1982   | Компаньйон-Нафтогаз          |
| 11        | Крістапс Сотнієкс | Л         | 183 см    | 87 кг     | 29 січня 1987   | Динамо Рига                  |
| 29        | Ральфс Фрейбергс  | Л         | 180 см    | 86 кг     | 17 травня 1991  | Боулінг Грін Стайт Юнівесіті |
| 17        | Маріс Ясс         | Л         | 188 см    | 90 кг     | 18 січня 1985   | Ганновер Скорпіонс           |

| Нападники | Нападники         | Нападники | Нападники | Нападники | Нападники         | Нападники           |
| #         | Гравець           | Хват      | Зріст     | Вага      | Дата народження   | Команда             |
| --------- | ----------------- | --------- | --------- | --------- | ----------------- | ------------------- |
| 5         | Яніс Спруктс      | Л         | 189 см    | 85 кг     | 31 січня 1982     | ЦСКА Москва         |
| 10        | Лауріс Дарзіньш   | П         | 191 см    | 91 кг     | 28 січня 1985     | Ак Барс             |
| 15        | Роналдс Кєниньш   | Л         | 178 см    | 80 кг     | 28 лютого 1991    | ЦСК Лайонс          |
| 21        | Армандс Берзіньш  | Л         | 192 см    | 97 кг     | 27 грудня 1983    | Компаньйон-Нафтогаз |
| 25        | Андріс Джеріньш   | Л         | 185 см    | 85 кг     | 14 лютого 1988    | Динамо Рига         |
| 42        | Віталій Павлов    | Л         | 195 см    | 98 кг     | 17 червня 1989    | Динамо Рига         |
| 47        | Мартіньш Ципуліс  | Л         | 181 см    | 82 кг     | 29 листопада 1980 | Лев Прага           |
| 59        | Земгус Гіргенсонс | Л         | 187 см    | 90 кг     | 5 січня 1994      | Рочестер Американс  |
| 60        | Юріс Шталс        | Л         | 191 см    | 90 кг     | 8 квітня 1982     | Попрад              |
| 70        | Мікс Індрашіс     | П         | 190 см    | 85 кг     | 30 вересня 1990   | Динамо Рига         |
| 71        | Олексій Широков   | П         | 182 см    | 86 кг     | 20 лютого 1981    | ХК Ред Айс Мартіньї |
| 87        | Гінтс Мейя        | Л         | 185 см    | 80 кг     | 4 вересня 1987    | Динамо Рига         |
| 90        | Коба Ясс          | П         | 183 см    | 87 кг     | 1 травня 1990     | Кладно              |
| 91        | Робертс Єкимовс   | Л         | 180 см    | 80 кг     | 11 листопада 1989 | Сайпа               |

## Німеччина
- Пет Кортіна — головний тренер
- Ніклас Сундблад — асистент тренера
- Андреас Брокманн — асистент тренера

Склад гравців на чемпіонаті світу 2013:
Станом на 7 травня 2013
| Воротарі | Воротарі              | Воротарі | Воротарі | Воротарі | Воротарі        | Воротарі        |
| #        | Гравець               | Хват     | Зріст    | Вага     | Дата народження | Команда         |
| -------- | --------------------- | -------- | -------- | -------- | --------------- | --------------- |
| 33       | Данні Аус дер Біркенн | Л        | 186 см   | 89 кг    | 15 лютого 1985  | Кельнер Гайє    |
| 32       | Роб Цепп              | Л        | 186 см   | 88 кг    | 7 вересня 1981  | Айсберен Берлін |
| 44       | Денніс Ендрас         | Л        | 183 см   | 76 кг    | 14 липня 1985   | Адлер Мангейм   |

| Захисники | Захисники       | Захисники | Захисники | Захисники | Захисники         | Захисники               |
| #         | Гравець         | Хват      | Зріст     | Вага      | Дата народження   | Команда                 |
| --------- | --------------- | --------- | --------- | --------- | ----------------- | ----------------------- |
| 3         | Юстін Крюгер    | П         | 190 см    | 96 кг     | 6 жовтня 1986     | Шарлотт Чекерс          |
| 10        | Крістіан Ергофф | П         | 188 см    | 90 кг     | 6 липня 1982      | Баффало Сейбрс‎          |
| 15        | Єнс Баксманн    | П         | 181 см    | 86 кг     | 24 березня 1985   | Айсберен Берлін‎         |
| 34        | Бенедікт Коль   | П         | 180 см    | 82 кг     | 31 березня 1988   | Грізлі Адамс Вольфсбург |
| 48        | Франк Гердлер   | П         | 183 см    | 86 кг     | 29 січня 1985     | Айсберен Берлін‎         |
| 77        | Ніколай Гоч     | Л         | 182 см    | 95 кг     | 11 червня 1986    | Адлер Мангейм           |
| 81        | Торстен Анкерт  | П         | 188 см    | 100 кг    | 22 червня 1988    | Кельнер Гайє            |
| 91        | Моріц Мюллер    | Л         | 187 см    | 91 кг     | 19 листопада 1986 | Кельнер Гайє            |

| Нападники | Нападники        | Нападники | Нападники | Нападники | Нападники        | Нападники               |
| #         | Гравець          | Хват      | Зріст     | Вага      | Дата народження  | Команда                 |
| --------- | ---------------- | --------- | --------- | --------- | ---------------- | ----------------------- |
| 16        | Міхаель Вольф    | П         | 177 см    | 80 кг     | 24 січня 1981    | Ізерлон Рустерс         |
| 17        | Маркус Кінк      | Л         | 186 см    | 81 кг     | 13 січня 1985    | Адлер Мангейм           |
| 21        | Джон Тріпп       | П         | 192 см    | 103 кг    | 4 травня 1977    | Кельнер Гайє            |
| 24        | Андре Ранкель    | Л         | 186 см    | 89 кг     | 27 серпня 1985   | Айсберен Берлін         |
| 28        | Франк Мауер      | П         | 184 см    | 85 кг     | 12 квітня 1988   | Адлер Мангейм           |
| 36        | Яннік Зайденберг | П         | 171 см    | 82 кг     | 11 січня 1984    | Адлер Мангейм           |
| 39        | Томас Грайлінгер | П         | 180 см    | 88 кг     | 6 серпня 1981    | ЕРК Інгольштадт         |
| 47        | Крістоф Улльманн | Л         | 182 см    | 84 кг     | 19 травня 1983   | Адлер Мангейм           |
| 50        | Патрік Гагер     | Л         | 178 см    | 80 кг     | 8 вересня 1988   | ЕРК Інгольштадт         |
| 55        | Фелікс Шюц       | Л         | 178 см    | 87 кг     | 3 листопада 1987 | Кельнер Гайє            |
| 57        | Марцель Гоч      | Л         | 185 см    | 92 кг     | 24 серпня 1983   | Флорида Пантерс         |
| 86        | Даніель Пітта    | Л         | 184 см    | 92 кг     | 9 грудня 1986    | Крефельд                |
| 87        | Філіп Гогулла    | Л         | 188 см    | 80 кг     | 31 липня 1987    | Кельнер Гайє            |
| 92        | Марцель Небельс  | Л         | 191 см    | 95 кг     | 14 березня 1992  | Адірондак Фантомс (АХЛ) |

## Норвегія
- Рой Йохансен — головний тренер
- Пер Ерік Альсен — асистент тренера
- Кнут Стубдаль  — асистент тренера

Склад гравців на чемпіонаті світу 2013:
Станом на 7 травня 2013
| Воротарі | Воротарі       | Воротарі | Воротарі | Воротарі | Воротарі        | Воротарі       |
| #        | Гравець        | Хват     | Зріст    | Вага     | Дата народження | Команда        |
| -------- | -------------- | -------- | -------- | -------- | --------------- | -------------- |
| 30       | Ларс Хауген    | Л        | 184 см   | 84 кг    | 19 травня 1987  | Динамо Мінськ  |
| 34       | Ларс Волден    | Л        | 190 см   | 92 кг    | 26 липня 1992   | Еспоо Блюз     |
| 70       | Стеффен Себерг | Л        | 180 см   | 75 кг    | 6 серпня 1993   | Волеренга Осло |

| Захисники | Захисники              | Захисники | Захисники | Захисники | Захисники       | Захисники        |
| #         | Гравець                | Хват      | Зріст     | Вага      | Дата народження | Команда          |
| --------- | ---------------------- | --------- | --------- | --------- | --------------- | ---------------- |
| 4         | Даніель Сорвік         | Л         | 183 см    | 86 кг     | 11 березня 1990 | Волеренга Осло   |
| 6         | Йонас Голес            | Л         | 180 см    | 91 кг     | 27 серпня 1987  | Векше Лейкерс    |
| 23        | Матс Трюгг             | Л         | 179 см    | 83 кг     | 1 червня 1976   | ГВ-71            |
| 39        | Генрік Солберг         | П         | 189 см    | 93 кг     | 15 квітня 1987  | Ставангер Ойлерс |
| 42        | Генрік Одегорд         | Л         | 180 см    | 87 кг     | 12 лютого 1988  | Спарта Сарпсборг |
| 47        | Александер Бонсаксен   | Л         | 180 см    | 85 кг     | 24 січня 1987   | «Реґле» БК       |
| 55        | Оле-Крістіан Толлефсен | Л         | 188 см    | 94 кг     | 29 березня 1984 | Фер'єстад        |

| Нападники | Нападники           | Нападники | Нападники | Нападники | Нападники         | Нападники           |
| #         | Гравець             | Хват      | Зріст     | Вага      | Дата народження   | Команда             |
| --------- | ------------------- | --------- | --------- | --------- | ----------------- | ------------------- |
| 8         | Мадс Гансен         | Л         | 185 см    | 88 кг     | 16 вересня 1978   | Брюнес              |
| 9         | Маріус Хольтет      | П         | 186 см    | 88 кг     | 31 серпня 1984    | Фер'єстад           |
| 10        | Ларс Ерік Спетс     | Л         | 178 см    | 83 кг     | 2 квітня 1985     | Лоренског ІК        |
| 19        | Пер-Оге Скредер     | Л         | 180 см    | 95 кг     | 4 серпня 1978     | МОДО                |
| 20        | Андерс Бастіансен   | Л         | 190 см    | 94 кг     | 31 жовтня 1980    | Фер'єстад           |
| 21        | Мортен Аск          | Л         | 185 см    | 88 кг     | 14 травня 1980    | Волеренга Осло      |
| 22        | Мартін Реймарк      | Л         | 184 см    | 87 кг     | 10 листопада 1986 | Фер'єстад           |
| 24        | Андреас Мартінсен   | Л         | 190 см    | 102 кг    | 13 червня 1990    | Дюссельдорф ЕГ      |
| 26        | Крістіан Форсберг   | П         | 185 см    | 87 кг     | 5 травня 1986     | МОДО                |
| 28        | Ніклас Рест         | Л         | 173 см    | 81 кг     | 3 серпня 1986     | Спарта Сарпсборг    |
| 40        | Кен Андре Олімб     | Л         | 178 см    | 83 кг     | 21 січня 1989     | БІК Карлскога       |
| 79        | Патрік Торесен      | Л         | 182 см    | 93 кг     | 7 листопада 1983  | СКА Санкт-Петербург |
| 45        | Робін Дальстрем     | Л         | 183 см    | 94 кг     | 29 січня 1988     | ІФ Троя-Лінгбю      |
| 46        | Матіс Олімб         | Л         | 179 см    | 83 кг     | 1 лютого 1986     | Фрелунда            |
| 51        | Матс Ольсен Росселі | Л         | 180 см    | 82 кг     | 29 квітня 1991    | Фрелунда            |

## Росія
- Зінетула Білялетдінов — головний тренер
- Дмитро Юшкевич — асистент тренера
- Ігор Нікітін — асистент тренера
- Володимир Мишкін — асистент тренера
- Валерій Бєлов — асистент тренера

Склад гравців на чемпіонаті світу 2013:
Станом на 16 травня 2013
| Воротарі | Воротарі        | Воротарі | Воротарі | Воротарі | Воротарі        | Воротарі            |
| #        | Гравець         | Хват     | Зріст    | Вага     | Дата народження | Команда             |
| -------- | --------------- | -------- | -------- | -------- | --------------- | ------------------- |
| 1        | Семен Варламов  | Л        | 188 см   | 95 кг    | 27 квітня 1988  | Колорадо Аваланш‎    |
| 30       | Ілля Бризгалов  | Л        | 191 см   | 95 кг    | 22 червня 1980  | Філадельфія Флайєрс‎ |
| 83       | Василь Кошечкін | Л        | 200 см   | 109 кг   | 27 березня 1983 | ХК Сєвєрсталь       |

| Захисники | Захисники        | Захисники | Захисники | Захисники | Захисники       | Захисники                 |
| #         | Гравець          | Хват      | Зріст     | Вага      | Дата народження | Команда                   |
| --------- | ---------------- | --------- | --------- | --------- | --------------- | ------------------------- |
| 5         | Ілля Нікулін     | Л         | 191 см    | 98 кг     | 12 березня 1982 | Ак Барс                   |
| 6         | Денис Денисов    | Л         | 185 см    | 87 кг     | 31 грудня 1981  | ЦСКА                      |
| 7         | Антон Бєлов      | Л         | 192 см    | 96 кг     | 29 липня 1986   | ХК Авангард               |
| 22        | Микита Зайцев    | Л         | 186 см    | 85 кг     | 29 жовтня 1991  | Сибір                     |
| 48        | Євген Бірюков    | Л         | 186 см    | 94 кг     | 19 квітня 1986  | ХК Металург Магнітогорськ |
| 51        | Федір Тютін      | Л         | 188 см    | 92 кг     | 19 липня 1983   | Колумбус Блю-Джекетс‎      |
| 77        | Євген Рясенський | Л         | 180 см    | 94 кг     | 18 липня 1987   | ЦСКА                      |
| 82        | Євген Медведєв   | Л         | 190 см    | 87 кг     | 27 серпня 1982  | Ак Барс                   |

| Нападники | Нападники           | Нападники | Нападники | Нападники | Нападники        | Нападники                 |
| #         | Гравець             | Хват      | Зріст     | Вага      | Дата народження  | Команда                   |
| --------- | ------------------- | --------- | --------- | --------- | ---------------- | ------------------------- |
| 8         | Олександр Овечкін   | Л         | 189 см    | 99 кг     | 17 серпня 1985   | Вашингтон Кепіталс‎        |
| 10        | Сергій Мозякін      | Л         | 180 см    | 84 кг     | 30 березня 1981  | ХК Металург Магнітогорськ |
| 15        | Олександр Світов    | Л         | 192 см    | 110 кг    | 3 листопада 1982 | ХК Салават Юлаєв          |
| 21        | Андрій Локтіонов    | Л         | 180 см    | 81 кг     | 30 травня 1990   | Нью-Джерсі Девілс‎         |
| 23        | Денис Кокарев       | Л         | 179 см    | 79 кг     | 17 червня 1985   | Динамо Москва             |
| 24        | Олександр Попов     | Л         | 178 см    | 82 кг     | 30 серпня 1980   | ХК Авангард               |
| 27        | Олексій Терещенко   | Л         | 180 см    | 82 кг     | 16 грудня 1980   | Ак Барс                   |
| 37        | Олександр Пережогін | Л         | 179 см    | 96 кг     | 10 серпня 1983   | ХК Авангард               |
| 42        | Артем Анісімов      | Л         | 192 см    | 82 кг     | 24 травня 1988   | Колумбус Блю-Джекетс‎      |
| 47        | Олександр Радулов   | Л         | 186 см    | 91 кг     | 5 липня 1986     | ЦСКА                      |
| 50        | Сергій Соїн         | Л         | 182 см    | 93 кг     | 31 березня 1982  | Динамо Москва             |
| 71        | Ілля Ковальчук      | Л         | 188 см    | 104 кг    | 15 квітня 1983   | Нью-Джерсі Девілс‎         |
| 90        | Кирило Петров       | Л         | 191 см    | 100 кг    | 13 квітня 1990   | Ак Барс                   |
| 92        | Євген Кузнецов      | Л         | 186 см    | 90 кг     | 19 травня 1992   | Ак Трактор                |

## Словаччина
- Владімір Вуйтек — головний тренер
- Роман Свантнер — асистент тренера
- Петер Оремус — асистент тренера

Склад гравців на чемпіонаті світу 2013:
Станом на 10 травня 2013
| Воротарі | Воротарі        | Воротарі | Воротарі | Воротарі | Воротарі        | Воротарі          |
| #        | Гравець         | Хват     | Зріст    | Вага     | Дата народження | Команда           |
| -------- | --------------- | -------- | -------- | -------- | --------------- | ----------------- |
| 31       | Растіслав Станя | Л        | 186 см   | 79 кг    | 10 січня 1980   | ЦСКА Москва       |
| 32       | Ярослав Янус    | Л        | 183 см   | 87 кг    | 21 вересня 1989 | Слован Братислава |
| 39       | Юліус Гудачек   | Л        | 183 см   | 83 кг    | 9 серпня 1988   | Фрелунда          |

| Захисники | Захисники        | Захисники | Захисники | Захисники | Захисники       | Захисники                 |
| #         | Гравець          | Хват      | Зріст     | Вага      | Дата народження | Команда                   |
| --------- | ---------------- | --------- | --------- | --------- | --------------- | ------------------------- |
| 7         | Марек Дялога     | Л         | 193 см    | 83 кг     | 10 березня 1989 | Пардубице                 |
| 8         | Міхал Серсен     | Л         | 184 см    | 80 кг     | 28 грудня 1985  | Слован Братислава         |
| 12        | Іван Шварний     | Л         | 188 см    | 95 кг     | 31 жовтня 1984  | Слован Братислава         |
| 23        | Рене Видарени    | Л         | 186 см    | 92 кг     | 6 травня 1981   | Чеське Будейовіце         |
| 24        | Браніслав Мезей  | Л         | 192 см    | 104 кг    | 8 жовтня 1980   | Автомобіліст Єкатеринбург |
| 44        | Андрей Секера    | Л         | 183 см    | 87 кг     | 8 червня 1986   | Баффало Сейбрс‎            |
| 56        | Владімір Мігалик | П         | 202 см    | 110 кг    | 29 січня 1987   | Слован Братислава         |
| 68        | Мілан Юрчина     | П         | 195 см    | 110 кг    | 7 червня 1983   | Лукко                     |

| Нападники | Нападники         | Нападники | Нападники | Нападники | Нападники         | Нападники         |
| #         | Гравець           | Хват      | Зріст     | Вага      | Дата народження   | Команда           |
| --------- | ----------------- | --------- | --------- | --------- | ----------------- | ----------------- |
| 15        | Йозеф Штумпел     | П         | 191 см    | 99 кг     | 20 липня 1972     | Нітра             |
| 16        | Роман Кукумберг   | П         | 184 см    | 90 кг     | 8 квітня 1980     | Слован Братислава |
| 18        | Мірослав Шатан    | Л         | 188 см    | 87 кг     | 22 жовтня 1974    | Слован Братислава |
| 19        | Міхел Міклик      | Л         | 184 см    | 90 кг     | 31 липня 1982     | Слован Братислава |
| 20        | Марко Даньо       | Л         | 181 см    | 83 кг     | 30 листопада 1994 | Слован Братислава |
| 21        | Лібор Гудачек     | Л         | 175 см    | 77 кг     | 7 вересня 1990    | Слован Братислава |
| 27        | Мартін Бартек     | Л         | 184 см    | 101 кг    | 17 липня 1980     | Пардубице         |
| 43        | Томаш Суровий     | Л         | 183 см    | 87 кг     | 24 вересня 1981   | Лев Прага         |
| 55        | Маріо Бліжняк     | Л         | 185 см    | 90 кг     | 6 березня 1987    | Слован Братислава |
| 67        | Томаш Заборський  | Л         | 183 см    | 84 кг     | 14 листопада 1987 | Авангард Омськ    |
| 82        | Томаш Копецький   | П         | 190 см    | 91 кг     | 5 лютого 1982     | Флорида Пантерс‎   |
| 85        | Петр Олвечкі      | Л         | 188 см    | 88 кг     | 11 жовтня 1985    | Слован Братислава |
| 87        | Марцел Гашчак     | Л         | 183 см    | 87 кг     | 3 лютого 1987     | Кошице            |
| 92        | Бранко Радівоєвич | П         | 186 см    | 90 кг     | 24 листопада 1980 | Спартак Москва    |

## Словенія
- Мат'яж Копітар — головний тренер
- Нік Зупанчич — асистент тренера
- Габер Главич — асистент тренера
- Карі Саволайнен — асистент тренера

Склад гравців на чемпіонаті світу 2013:
Станом на 9 травня 2013
| Воротарі | Воротарі       | Воротарі | Воротарі | Воротарі | Воротарі          | Воротарі           |
| #        | Гравець        | Хват     | Зріст    | Вага     | Дата народження   | Команда            |
| -------- | -------------- | -------- | -------- | -------- | ----------------- | ------------------ |
| 1        | Андрей Хочевар | Л        | 182 см   | 784 кг   | 21 листопада 1984 | Сокіл              |
| 33       | Роберт Крістан | Л        | 183 см   | 85 кг    | 4 квітня 1983     | Медвешчак Загреб   |
| 40       | Лука Гранчар   | Л        | 178 см   | 83 кг    | 31 жовтня 1993    | Ред Булл Зальцбург |

| Захисники | Захисники           | Захисники | Захисники | Захисники | Захисники       | Захисники       |
| #         | Гравець             | Хват      | Зріст     | Вага      | Дата народження | Команда         |
| --------- | ------------------- | --------- | --------- | --------- | --------------- | --------------- |
| 4         | Андрей Тавжель      | Л         | 187 см    | 96 кг     | 14 березня 1984 | ХК Руан         |
| 7         | Клемен Претнар      | П         | 181 см    | 83 кг     | 31 серпня 1986  | ХК Філлахер     |
| 15        | Блаж Грегорц        | Л         | 190 см    | 95 кг     | 18 січня 1990   | Оденсе Бульдогс |
| 17        | Жига Павлін         | П         | 193 см    | 96 кг     | 30 квітня 1985  | Регле           |
| 28        | Алеш Краньц         | Л         | 181 см    | 94 кг     | 29 липня 1981   | Кельнер Гайє    |
| 51        | Мітья Робар         | Л         | 177 см    | 84 кг     | 5 січня 1983    | Крефельд        |
| 58        | Лука Тосіч          | Л         | 183 см    | 80 кг     | 10 березня 1988 | ХК Аллеге       |
| 86        | Сабахудін Ковачевич | П         | 191 см    | 93 кг     | 25 лютого 1986  | Попрад          |

| Нападники | Нападники       | Нападники | Нападники | Нападники | Нападники       | Нападники                |
| #         | Гравець         | Хват      | Зріст     | Вага      | Дата народження | Команда                  |
| --------- | --------------- | --------- | --------- | --------- | --------------- | ------------------------ |
| 8         | Жига Єглич      | П         | 186 см    | 74 кг     | 24 лютого 1988  | ХК Седертельє            |
| 9         | Томаж Разінгар  | Л         | 186 см    | 95 кг     | 25 квітня 1979  | ХК Равенсбург            |
| 12        | Давід Родман    | Л         | 185 см    | 84 кг     | 10 вересня 1983 | ХК «Бітігхайм-Біссінген» |
| 13        | Гашпер Копітар  | П         | 183 см    | 88 кг     | 13 серпня 1992  | Мора ІК                  |
| 16        | Алеш Мушич      | П         | 176 см    | 82 кг     | 28 червня 1982  | Олімпія Любляна          |
| 19        | Жига Панце      | П         | 185 см    | 84 кг     | 1 січня 1989    | Олімпія Любляна          |
| 20        | Гал Корен       | П         | 184 см    | 84 кг     | 16 січня 1992   | Медвешчак Загреб         |
| 22        | Марцел Родман   | П         | 185 см    | 85 кг     | 25 вересня 1981 | ХК «Бітігхайм-Біссінген» |
| 24        | Рок Тічар       | Л         | 180 см    | 76 кг     | 3 травня 1989   | Кельнер Гайє             |
| 26        | Ян Урбас        | П         | 192 см    | 98 кг     | 26 січня 1989   | Векше Лейкерс            |
| 55        | Роберт Саболич  | П         | 183 см    | 89 кг     | 18 вересня 1988 | ЕРК Інґольштадт          |
| 71        | Бошт'ян Голічич | Л         | 183 см    | 88 кг     | 12 червня 1989  | ХК Бріансон              |
| 76        | Рок Паїч        | Л         | 176 см    | 83 кг     | 26 вересня 1985 | ХК Бруніко               |
| 96        | Лука Башич      | Л         | 180 см    | 80 кг     | 7 жовтня 1989   | ХК Ам'єн                 |

## США
- Джо Сакко — головний тренер
- Філ Хауслі — асистент тренера
- Тім Армі — асистент тренера

Склад гравців на чемпіонаті світу 2013:
Станом на 14 травня 2013
| Воротарі | Воротарі    | Воротарі | Воротарі | Воротарі | Воротарі          | Воротарі           |
| #        | Гравець     | Хват     | Зріст    | Вага     | Дата народження   | Команда            |
| -------- | ----------- | -------- | -------- | -------- | ----------------- | ------------------ |
| 30       | Бен Бішоп   | П        | 201 см   | 97 кг    | 21 листопада 1986 | Тампа-Бей Лайтнінг‎ |
| 35       | Джон Гібсон | Л        | 191 см   | 96 кг    | 14 липня 1993     | Норфолк Адміралс‎   |
| 39       | Кел Гітер   | Л        | 193 см   | 88 кг    | 2 листопада 1988  | Адірондак Фантомс‎  |

| Захисники | Захисники      | Захисники | Захисники | Захисники | Захисники       | Захисники           |
| #         | Гравець        | Хват      | Зріст     | Вага      | Дата народження | Команда             |
| --------- | -------------- | --------- | --------- | --------- | --------------- | ------------------- |
| 2         | Джефф Петрі    | П         | 191 см    | 91 кг     | 9 грудня 1987   | Едмонтон Ойлерс     |
| 4         | Джемі Макбейн  | П         | 188 см    | 91 кг     | 25 лютого 1988  | Кароліна Гаррікейнс |
| 6         | Ерік Джонсон   | Л         | 193 см    | 105 кг    | 21 березня 1988 | Колорадо Аваланш    |
| 8         | Джейкоб Троуба | П         | 188 см    | 85 кг     | 26 лютого 1994  | Вінніпег Джетс      |
| 22        | Метт Ханвік    | Л         | 180 см    | 86 кг     | 21 травня 1985  | Колорадо Аваланш    |
| 25        | Метт Карле     | П         | 183 см    | 93 кг     | 25 вересня 1984 | Тампа-Бей Лайтнінг‎‎  |
| 27        | Джастін Фольк  | Л         | 183 см    | 98 кг     | 20 березня 1992 | Кароліна Гаррікейнс |
| 34        | Кріс Батлер    | Л         | 185 см    | 89 кг     | 27 жовтня 1986  | Калгарі Флеймс‎‎      |

| Нападники | Нападники       | Нападники | Нападники | Нападники | Нападники       | Нападники          |
| #         | Гравець         | Хват      | Зріст     | Вага      | Дата народження | Команда            |
| --------- | --------------- | --------- | --------- | --------- | --------------- | ------------------ |
| 7         | Денні Крісто    | Л         | 180 см    | 82 кг     | 18 червня 1990  | Гамільтон Бульдогс |
| 11        | Стефан Джіонта  | Л         | 170 см    | 84 кг     | 9 жовтня 1983   | Нью-Джерсі Девілс‎‎  |
| 12        | Боббі Батлер    | Л         | 183 см    | 86 кг     | 26 квітня 1987  | Нашвілл Предаторс‎  |
| 14        | Нік Бьюгстад    | Л         | 198 см    | 98 кг     | 17 липня 1992   | Флорида Пантерс‎    |
| 15        | Крейг Сміт      | Л         | 185 см    | 92 кг     | 5 вересня 1989  | Нашвілл Предаторс  |
| 17        | Аарон Палушай   | Л         | 180 см    | 85 кг     | 7 вересня 1989  | Колорадо Аваланш‎‎   |
| 18        | Девід Мосс      | Л         | 191 см    | 91 кг     | 28 грудня 1981  | Фінікс Койотс‎      |
| 19        | Тім Степлтон    | Л         | 175 см    | 82 кг     | 19 липня 1982   | Динамо Мінськ      |
| 20        | Раєн Картер     | П         | 185 см    | 93 кг     | 3 серпня 1983   | Нью-Джерсі Девілс‎  |
| 21        | Дрю Леблан      | Л         | 183 см    | 84 кг     | 29 січня 1989   | Чикаго Блекгокс‎    |
| 26        | Пол Штястний    | П         | 183 см    | 93 кг     | 27 грудня 1985  | Колорадо Аваланш‎   |
| 32        | Алекс Гальченюк | П         | 183 см    | 90 кг     | 12 лютого 1994  | Монреаль Канадієнс‎ |
| 44        | Нейт Томпсон    | П         | 183 см    | 96 кг     | 5 жовтня 1984   | Тампа-Бей Лайтнінг‎‎ |
| 74        | Ті Джей Оші     | П         | 180 см    | 77 кг     | 23 грудня 1986  | Сент-Луїс Блюз‎     |

## Фінляндія
- Юкка Ялонен — головний тренер
- Арі-Пека Селін — асистент тренера
- Арі Мойсанен — асистент тренера
- Ярі Куррі — начальник команди

Склад гравців на чемпіонаті світу 2013:
Станом на 14 травня 2013
| Воротарі | Воротарі     | Воротарі | Воротарі | Воротарі | Воротарі        | Воротарі |
| #        | Гравець      | Хват     | Зріст    | Вага     | Дата народження | Команда  |
| -------- | ------------ | -------- | -------- | -------- | --------------- | -------- |
| 31       | Йоні Ортіо   | Л        | 186 см   | 85 кг    | 16 квітня 1991  | ГІФК     |
| 32       | Антті Раанта | Л        | 182 см   | 86 кг    | 12 травня 1989  | Ессят    |
| 35       | Атте Єнгрен  | Л        | 185 см   | 84 кг    | 19 лютого 1988  | ТПС      |

| Захисники | Захисники      | Захисники | Захисники | Захисники | Захисники       | Захисники               |
| #         | Гравець        | Хват      | Зріст     | Вага      | Дата народження | Команда                 |
| --------- | -------------- | --------- | --------- | --------- | --------------- | ----------------------- |
| 2         | Теему Лааксо   | Л         | 185 см    | 99 кг     | 27 серпня 1987  | Сєвєрсталь              |
| 4         | Оссі Вяянянен  | Л         | 191 см    | 99 кг     | 18 серпня 1980  | Йокеріт                 |
| 5         | Лассе Кукконен | Л         | 183 см    | 88 кг     | 18 вересня 1981 | Регле                   |
| 6         | Туукка Мянтюля | Л         | 173 см    | 82 кг     | 25 травня 1981  | Таппара                 |
| 18        | Самі Лепісто   | Л         | 186 см    | 85 кг     | 17 жовтня 1984  | Лев Прага               |
| 21        | Іларі Меларт   | Л         | 190 см    | 97 кг     | 11 лютого 1989  | ГІФК                    |
| 38        | Юусо Хієтанен  | Л         | 180 см    | 85 кг     | 14 червня 1985  | Торпедо Нижній Новгород |
| 46        | Янне Яласваара | Л         | 181 см    | 89 кг     | 15 квітня 1984  | Динамо Москва           |

| Нападники | Нападники             | Нападники | Нападники | Нападники | Нападники       | Нападники           |
| #         | Гравець               | Хват      | Зріст     | Вага      | Дата народження | Команда             |
| --------- | --------------------- | --------- | --------- | --------- | --------------- | ------------------- |
| 10        | Ніклас Гагман         | Л         | 184 см    | 90 кг     | 5 грудня 1979   | Локомотив Ярославль |
| 12        | Марко Анттіла         | Л         | 203 см    | 105 кг    | 27 травня 1985  | ТПС                 |
| 15        | Юха-Пекка Хютенен     | Л         | 178 см    | 84 кг     | 22 травня 1981  | Амур                |
| 19        | Велі-Матті Савінайнен | Л         | 181 см    | 79 кг     | 5 січня 1986    | Ессят               |
| 20        | Янне Песонен          | П         | 180 см    | 81 кг     | 11 травня 1982  | Ак Барс Казань      |
| 23        | Сакарі Салмінен       | П         | 180 см    | 72 кг     | 31 травня 1988  | КалПа Куопіо        |
| 27        | Петрі Контіола        | Л         | 182 см    | 92 кг     | 4 жовтня 1984   | Трактор             |
| 28        | Лаурі Корпікоскі      | Л         | 185 см    | 90 кг     | 28 липня 1986   | Фінікс Койотс‎       |
| 37        | Юха-Пекка Хаатайя     | Л         | 179 см    | 84 кг     | 31 жовтня 1982  | Кярпят              |
| 39        | Вілле Віяталома       | Л         | 184 см    | 89 кг     | 16 лютого 1981  | ГПК Гямеенлінна     |
| 40        | Ярно Коскіранта       | П         | 192 см    | 89 кг     | 9 грудня 1986   | Таппара             |
| 41        | Антті Пільстрем       | Л         | 180 см    | 82 кг     | 22 жовтня 1984  | Салават Юлаєв       |
| 50        | Юхаматті Аалтонен     | Л         | 184 см    | 85 кг     | 4 червня 1985   | Регле               |
| 64        | Мікаель Гранлунд      | Л         | 175 см    | 77 кг     | 26 лютого 1992  | Міннесота Вайлд     |

## Франція
- Девід Гендерсон — головний тренер
- П'єр Пуссе — асистент тренера

Склад гравців на чемпіонаті світу 2013:
Станом на 6 травня 2013
| Воротарі | Воротарі      | Воротарі | Воротарі | Воротарі | Воротарі        | Воротарі    |
| #        | Гравець       | Хват     | Зріст    | Вага     | Дата народження | Команда     |
| -------- | ------------- | -------- | -------- | -------- | --------------- | ----------- |
| 39       | Крістобаль Юе | Л        | 184 см   | 93 кг    | 3 вересня 1975  | Лозанна     |
| 42       | Фабріс Ланрі  | Л        | 180 см   | 83 кг    | 29 червня 1972  | ХК Руан     |
| 33       | Флоріан Арді  | Л        | 186 см   | 83 кг    | 8 лютого 1985   | д'Анже Дакс |

| Захисники | Захисники       | Захисники | Захисники | Захисники | Захисники         | Захисники       |
| #         | Гравець         | Хват      | Зріст     | Вага      | Дата народження   | Команда         |
| --------- | --------------- | --------- | --------- | --------- | ----------------- | --------------- |
| 3         | Венсан Баше     | Л         | 181 см    | 85 кг     | 29 квітня 1978    | ХК Ам'єн        |
| 4         | Антонен Манавян | Л         | 191 см    | 100 кг    | 26 квітня 1987    | ХК Інсбрук      |
| 18        | Йоанн Овітю     | Л         | 181 см    | 85 кг     | 27 липня 1989     | ЮП Ювяскюля     |
| 38        | Тома Руссель    | Л         | 183 см    | 85 кг     | 22 листопада 1985 | ХК Ам'єн        |
| 55        | Жонатан Жаній   | П         | 187 см    | 87 кг     | 24 вересня 1987   | ХК Руан         |
| 74        | Ніколя Беш      | Л         | 179 см    | 84 кг     | 25 жовтня 1984    | Краковія        |
| 84        | Кевен Екфей     | Л         | 184 см    | 86 кг     | 20 листопада 1984 | ХК Карлскруна   |
| 90        | Максім Муазан   | П         | 177 см    | 78 кг     | 11 червня 1990    | Оденсе Бульдогс |

| Нападники | Нападники          | Нападники | Нападники | Нападники | Нападники         | Нападники          |
| #         | Гравець            | Хват      | Зріст     | Вага      | Дата народження   | Команда            |
| --------- | ------------------ | --------- | --------- | --------- | ----------------- | ------------------ |
| 7         | Йорік Трей         | П         | 190 см    | 101 кг    | 15 липня 1980     | Ред Булл Зальцбург |
| 9         | Дам'єн Флері       | П         | 179 см    | 81 кг     | 1 лютого 1986     | Седертельє         |
| 10        | Лоран Меньє        | П         | 183 см    | 84 кг     | 16 січня 1979     | Штраубінг Тайгерс  |
| 15        | Тім Бозон          | Л         | 186 см    | 89 кг     | 24 березня 1994   | Камлупс Блейзерс   |
| 22        | Браєн Гендерсон    | Л         | 180 см    | 82 кг     | 22 листопада 1986 | д'Анже Дакс        |
| 24        | Жюльєн Дерозьє     | Л         | 178 см    | 80 кг     | 14 жовтня 1980    | ХК Руан            |
| 25        | Ніколя Ріц         | Л         | 180 см    | 80 кг     | 26 лютого 1992    | ХК Діжон           |
| 28        | Дам'єн Ро          | Л         | 179 см    | 84 кг     | 3 листопада 1984  | ХК Мюлуз Скорпіонс |
| 41        | П'єр-Едуар Бельмар | Л         | 182 см    | 87 кг     | 6 березня 1985    | ХК Шеллефтео       |
| 60        | Антуан Руссель     | Л         | 183 см    | 88 кг     | 21 листопада 1989 | Даллас Старс‎       |
| 71        | Антоні Гуттіг      | Л         | 186 см    | 82 кг     | 30 жовтня 1988    | Транас АІФ         |
| 77        | Саша Трей          | Л         | 196 см    | 98 кг     | 6 листопада 1987  | Спарта Прага       |
| 80        | Тедді Да Коста     | П         | 181 см    | 80 кг     | 17 лютого 1986    | ГКС Тихи           |
| 28        | Шарль Бертран      | Л         | 184 см    | 87 кг     | 5 лютого 1991     | Лукко              |

## Чехія
- Алоїз Гадамчик — головний тренер
- Ян Прохазка — асистент тренера
- Йозеф Палелек — асистент тренера
- Славомір Ленер — начальник команди

Склад гравців на чемпіонаті світу 2013:
Станом на 14 травня 2013
| Воротарі | Воротарі        | Воротарі | Воротарі | Воротарі | Воротарі        | Воротарі       |
| #        | Гравець         | Хват     | Зріст    | Вага     | Дата народження | Команда        |
| -------- | --------------- | -------- | -------- | -------- | --------------- | -------------- |
| 31       | Ондржей Павелец | Л        | 188 см   | 92 кг    | 31 серпня 1987  | Вінніпег Джетс |
| 33       | Павел Францоуз  | Л        | 182 см   | 81 кг    | 3 червня 1990   | ХК Літвінов    |
| 53       | Александр Салак | Л        | 186 см   | 86 кг    | 5 січня 1987    | Фер'єстад      |

| Захисники | Захисники      | Захисники | Захисники | Захисники | Захисники       | Захисники         |
| #         | Гравець        | Хват      | Зріст     | Вага      | Дата народження | Команда           |
| --------- | -------------- | --------- | --------- | --------- | --------------- | ----------------- |
| 2         | Збинек Міхалек | П         | 189 см    | 95 кг     | 23 грудня 1982  | Фінікс Койотс‎     |
| 3         | Марек Жидліцки | П         | 180 см    | 85 кг     | 3 лютого 1977   | Нью-Джерсі Девілс‎ |
| 5         | Ладіслав Шмід  | П         | 191 см    | 94 кг     | 1 лютого 1986   | Едмонтон Ойлерс‎   |
| 35        | Ян Гейда       | Л         | 190 см    | 95 кг     | 18 червня 1978  | Колорадо Аваланш‎  |
| 36        | Петр Часлава   | Л         | 194 см    | 99 кг     | 3 вересня 1979  | Сєвєрсталь        |
| 80        | Зденек Кутлак  | Л         | 192 см    | 100 кг    | 13 лютого 1980  | ХК Амбрі-Піотта   |
| 63        | Якуб Накладал  | Л         | 187 см    | 90 кг     | 30 грудня 1987  | Лев Прага         |

| Нападники | Нападники       | Нападники | Нападники | Нападники | Нападники         | Нападники           |
| #         | Гравець         | Хват      | Зріст     | Вага      | Дата народження   | Команда             |
| --------- | --------------- | --------- | --------- | --------- | ----------------- | ------------------- |
| 11        | Петр Губачек    | П         | 184 см    | 90 кг     | 2 вересня 1979    | ЮІП Ювяскюля        |
| 12        | Їржі Новотни    | Л         | 189 см    | 95 кг     | 12 серпня 1983    | Лев Прага           |
| 14        | Томаш Флейшманн | Л         | 192 см    | 87 кг     | 16 травня 1984    | Флорида Пантерс‎     |
| 17        | Радім Врбата    | Л         | 185 см    | 88 кг     | 13 червня 1981    | Фінікс Койотс‎‎       |
| 19        | Їржі Тлустий    | Л         | 183 см    | 95 кг     | 16 березня 1988   | Кароліна Гаррікейнс‎ |
| 20        | Мартін Ганзал   | Л         | 198 см    | 107 кг    | 20 лютого 1987    | Фінікс Койотс‎‎       |
| 24        | Збинек Іргл     | Л         | 182 см    | 87 кг     | 29 листопада 1980 | ‎‎Динамо Мінськ       |
| 25        | Їржі Гудлер     | Л         | 178 см    | 84 кг     | 4 січня 1984      | Калгарі Флеймс‎      |
| 41        | Томаш Плеканец  | Л         | 179 см    | 81 кг     | 31 жовтня 1982    | Монреаль Канадієнс  |
| 42        | Петр Коукал     | Л         | 177 см    | 84 кг     | 16 серпня 1982    | Нафтохімік          |
| 43        | Ян Коварж       | Л         | 180 см    | 78 кг     | 20 березня 1990   | ХК Пльзень          |
| 62        | Петр Тенкрат    | Л         | 182 см    | 83 кг     | 31 травня 1977    | Спарта Прага        |
| 85        | Петр Врана      | Л         | 177 см    | 83 кг     | 29 березня 1985   | Лев Прага           |
| 90        | Томаш Гертл     | П         | 188 см    | 89 кг     | 12 листопада 1993 | Славія Прага        |
| 93        | Якуб Ворачек    | Л         | 189 см    | 96 кг     | 15 серпня 1989    | Філадельфія Флайєрс‎ |

## Швейцарія
- Шон Сімпсон — головний тренер
- Колін Мюллер — асистент тренера
- Патрік Фішер — асистент тренера

Склад гравців на чемпіонаті світу 2013:
Станом на 13 травня 2013
| Воротарі | Воротарі      | Воротарі | Воротарі | Воротарі | Воротарі        | Воротарі |
| #        | Гравець       | Хват     | Зріст    | Вага     | Дата народження | Команда  |
| -------- | ------------- | -------- | -------- | -------- | --------------- | -------- |
| 20       | Рето Берра    | Л        | 194 см   | 89 кг    | 3 січня 1987    | ХК Біль  |
| 26       | Мартін Гербер | Л        | 180 см   | 91 кг    | 3 вересня 1974  | Регле    |

| Захисники | Захисники            | Захисники | Захисники | Захисники | Захисники       | Захисники          |
| #         | Гравець              | Хват      | Зріст     | Вага      | Дата народження | Команда            |
| --------- | -------------------- | --------- | --------- | --------- | --------------- | ------------------ |
| 3         | Жюльєн Воклер        | Л         | 184 см    | 92 кг     | 2 жовтня 1979   | Луґано             |
| 5         | Северен Блінденбахер | Л         | 180 см    | 88 кг     | 15 березня 1983 | ЦСК Лайонс         |
| 16        | Рафаель Діаз         | Л         | 181 см    | 88 кг     | 9 січня 1986    | Монреаль Канадієнс‎ |
| 31        | Матіас Зегер         | П         | 181 см    | 86 кг     | 17 грудня 1977  | ЦСК Лайонс         |
| 54        | Філіпп Фуррер        | Л         | 186 см    | 92 кг     | 16 червня 1985  | Берн               |
| 58        | Ерік Блум            | Л         | 178 см    | 82 кг     | 13 червня 1986  | Клотен Флаєрс      |
| 72        | Патрік фон Гунтен    | Л         | 180 см    | 83 кг     | 10 лютого 1985  | Клотен Флаєрс      |
| 90        | Роман Йосі           | Л         | 186 см    | 90 кг     | 1 червня 1990   | Нашвілл Предаторс‎  |
| 91        | Робін Гроссманн      | Л         | 180 см    | 85 кг     | 17 серпня 1987  | Давос              |

| Нападники | Нападники         | Нападники | Нападники | Нападники | Нападники       | Нападники               |
| #         | Гравець           | Хват      | Зріст     | Вага      | Дата народження | Команда                 |
| --------- | ----------------- | --------- | --------- | --------- | --------------- | ----------------------- |
| 10        | Андрес Амбюхл     | Л         | 176 см    | 82 кг     | 14 вересня 1983 | ЦСК Лайонс              |
| 12        | Лука Кунті        | П         | 184 см    | 85 кг     | 4 липня 1989    | ЦСК Лайонс              |
| 22        | Ніно Нідеррайтер  | Л         | 184 см    | 94 кг     | 8 вересня 1992  | Бріджпорт Саунд Тайгерс |
| 23        | Сімон Боденманн   | Л         | 178 см    | 83 кг     | 2 березня 1988  | Клотен Флаєрс           |
| 24        | Рето Сурі         | Л         | 183 см    | 84 кг     | 25 березня 1989 | Цуг                     |
| 28        | Мартін Плюсс      | Л         | 175 см    | 85 кг     | 5 квітня 1977   | Берн                    |
| 43        | Морріс Тракслер   | Л         | 183 см    | 90 кг     | 15 липня 1984   | ЦСК Лайонс              |
| 48        | Маттіас Бібер     | Л         | 181 см    | 85 кг     | 14 березня 1986 | Клотен Флаєрс           |
| 51        | Раян Гарднер      | П         | 198 см    | 103 кг    | 18 квітня 1978  | Берн                    |
| 70        | Деніс Голленштайн | Л         | 183 см    | 88 кг     | 15 жовтня 1989  | Клотен Флаєрс           |
| 82        | Сімон Мозер       | Л         | 187 см    | 95 кг     | 10 березня 1989 | СКЛ Тайгерс Лангнау     |
| 95        | Джуліан Вокер     | Л         | 187 см    | 94 кг     | 10 вересня 1986 | Серветт-Женева          |

## Швеція
- Пер Мортс — головний тренер
- Петер Попович — асистент тренера
- Стефан Ладге — асистент тренера
- Рікард Гронборг — асистент тренера
- Томмі Боустедт — начальник команди

Склад гравців на чемпіонаті світу 2013:
Станом на 14 травня 2013
| Воротарі | Воротарі        | Воротарі | Воротарі | Воротарі | Воротарі        | Воротарі        |
| #        | Гравець         | Хват     | Зріст    | Вага     | Дата народження | Команда         |
| -------- | --------------- | -------- | -------- | -------- | --------------- | --------------- |
| 1        | Юнас Енрот      | Л        | 180 см   | 75 кг    | 25 червня 1988  | Баффало Сейбрс‎  |
| 25       | Якоб Маркстрем  | Л        | 198 см   | 89 кг    | 31 січня 1990   | Флорида Пантерс‎ |
| 25       | Юхан Густафссон | Л        | 188 см   | 92 кг    | 28 лютого 1992  | Лулео‎           |

| Захисники | Захисники         | Захисники | Захисники | Захисники | Захисники       | Захисники           |
| #         | Гравець           | Хват      | Зріст     | Вага      | Дата народження | Команда             |
| --------- | ----------------- | --------- | --------- | --------- | --------------- | ------------------- |
| 4         | Стаффан Кронвалль | Л         | 195 см    | 105 кг    | 10 вересня 1982 | Локомотив Ярославль |
| 7         | Генрік Талліндер  | Л         | 195 см    | 98 кг     | 10 січня 1979   | Нью-Джерсі Девілс‎   |
| 8         | Петтер Гранберг   | Л         | 190 см    | 93 кг     | 27 серпня 1992  | Лулео‎               |
| 10        | Юхан Франссон     | Л         | 187 см    | 90 кг     | 18 лютого 1985  | Шеллефтео           |
| 24        | Александр Едлер   | Л         | 191 см    | 98 кг     | 21 квітня 1986  | Ванкувер Канакс‎     |
| 29        | Ерік Густафссон   | Л         | 180 см    | 82 кг     | 15 грудня 1988  | Філадельфія Флайєрс‎‎ |
| 81        | Еліас Фельт       | Л         | 176 см    | 79 кг     | 30 березня 1981 | ГВ-71               |

| Нападники | Нападники          | Нападники | Нападники | Нападники | Нападники         | Нападники               |
| #         | Гравець            | Хват      | Зріст     | Вага      | Дата народження   | Команда                 |
| --------- | ------------------ | --------- | --------- | --------- | ----------------- | ----------------------- |
| 11        | Сімон Гьялмарссон  | Л         | 184 см    | 78 кг     | 1 лютого 1989     | Лінчепінг               |
| 12        | Фредрік Петтерссон | Л         | 178 см    | 83 кг     | 10 червня 1987    | Донбас                  |
| 15        | Оскар Ліндберг     | Л         | 183 см    | 86 кг     | 29 жовтня 1991    | Шеллефтео               |
| 19        | Калле Ярнкрок      | Л         | 181 см    | 79 кг     | 25 вересня 1991   | Брюнес                  |
| 20        | Джоел Лундквіст    | Л         | 184 см    | 91 кг     | 2 березня 1982    | Фрелунда                |
| 21        | Луї Ерікссон       | Л         | 188 см    | 89 кг     | 17 липня 1985     | Даллас Старс‎            |
| 22        | Даніель Седін      | Л         | 185 см    | 85 кг     | 26 вересня 1980   | Ванкувер Канакс‎         |
| 23        | Ніклас Перссон     | Л         | 188 см    | 93 кг     | 26 березня 1979   | ЦСКА Москва             |
| 27        | Джиммі Ерікссон    | Л         | 187 см    | 94 кг     | 22 лютого 1980    | Шеллефтео               |
| 28        | Дік Аксельссон     | Л         | 191 см    | 93 кг     | 25 квітня 1987    | Фрелунда                |
| 33        | Генрік Седін       | Л         | 188 см    | 85 кг     | 26 вересня 1980   | Ванкувер Канакс‎         |
| 44        | Ніклас Даніельсон  | Л         | 184 см    | 83 кг     | 7 грудня 1984     | Лев Прага               |
| 67        | Мартін Тернберг    | Л         | 183 см    | 91 кг     | 6 серпня 1983     | Торпедо Нижній Новгород |
| 91        | Андреас Ємтін      | Л         | 183 см    | 88 кг     | 4 травня 1983     | ГВ-71                   |
| 92        | Габріель Ландеског | Л         | 185 см    | 93 кг     | 23 листопада 1992 | Колорадо Аваланш‎        |